# Angelo Brelich
Angelo Brelich, nacido en Budapest, el 20 de junio de 1913, y muerto en Roma el 1 de octubre de 1977, es un historiador de las religiones de origen húngaro, nacionalizado italiano. Su trayectoria es paralela a la de su hermano, algo mayor que él, el escritor Mario Brelich, ambos han sido muy divulgados en Italia.

## Trayectoria
Estudió con Károly Kerényi y con Andreas Alföldi. Angelo Brelich empezó a publicar en Budapest y luego en Suiza. Pasó a trabajar a continuación, como asistente en la cátedra historia de las religiones, de la Università La Sapienza de Roma, y se convirtió en profesor ordinario de esta institución en 1958. 
Se empeñó en la investigación de su campo historiográfico, utilizando el método comparativo; se interesó especialmente por el politeísmo.
Angelo Brelich tradujo diversos escritos de Károly Kerényi y de Carl Gustav Jung, prohibidos en los tiempos de Mussolini. Fue importante su introducción a la Histoire des religions del historiador francés Henri-Charles Puech de 1970.
Produjo una obra muy rica y extensa.

## Obra fundamental
- Aspetti della morte nelle iscrizioni sepolcrali dell'impero romano, Budapest, Istituto di numismatica e di archeologia dell'Universita Pietro Pazmany, 1937
- A halalszemlelet formai a Romai birodalom sirfeliratain, Budapest, Magyar Nemzeti Muzeum, 1937
- Trionfo e morte, Bolonia, Zanichelli, 1938
- Vesta, Zúrich, Rhein, 1949
- Die Geheime Schultzgottheit von Rom, Zúrich, Rhein,  1949
- Tre variazioni romane sul tema delle origini, Roma, Ateneo, 1955
- Un culto preistorico vivente nell'Italia centrale, Bolonia, Zanichelli, 1955
- Gli eroi greci: un problema storico-religioso, Roma, Ateneo, 1958; y Milán, Adelphi, 2010.
- I figli di Medeia, Roma, Marzioli, 1959
- Il politeismo, Roma, Ateneo, 1960
- Guerre, agoni e culti nella Grecia arcaica, Bonn, Habelt, 1961
- Introduzione alla storia delle religioni, Roma, Ateneo, 1966
- Paides e Parthenoi, Roma, Ateneo, 1969
- Aristofane. Commedia e religione, S.l., 1969

## Traducción
- En VV. AA., Historia de las religiones, tomo I, Madrid, siglo XXI de España Editores, ISBN 978-84-323-0253-4

## Sobre Brelich
- VV. AA., Perennitas. Studi in onore di Angelo Brelich, Roma, Edizioni dell'Ateneo, 1980.
- VV. AA., Scritti in memoria di Angelo Brelich promossi dall'Istituto di Studi storico-religiosi dell'Università degli studi di Roma, Bari, Dedalo, 1982, editado por Vittorio Lanternari, Marcello Massenzio y Dario Sabbatucci.